# Procellariinae
Sous-famille
Les Procellariinae sont une sous-famille d'oiseaux de la famille des Procellariidae dont elle reprend l'ancienne définition. Elle comprend les 79 espèces de fulmars, pétrels, prions et puffins.
Ces oiseaux de mer sont de taille moyenne à grande (de 25 à 100 cm) au corps compact, aux ailes longues et étroites et aux narines tubulaires. Ce sont des pélagiques à la répartition cosmopolite, et on les rencontre sur tous les océans, avec une plus grande diversité dans l'hémisphère Sud.

## Liste alphabétique des genres
- Aphrodroma Olson, 2000 (= Lugensa)
- Bulweria Bonaparte, 1843
- Calonectris Mathews & Iredale, 1915
- Daption Stephens, 1826
- Fulmarus Stephens, 1826
- Halobaena Bonaparte, 1856
- Macronectes Richmond, 1905
- Pachyptila Illiger, 1811
- Pagodroma Bonaparte, 1856
- Procellaria Linnaeus, 1758
- Pterodroma Bonaparte, 1856, y compris Pseudobulweria
- Puffinus Brisson, 1760
- Thalassoica Reichenbach, 1853